# Barritskov
Barritskov er en gammel sædegård 5 km vest for Juelsminde. Gården tilhørte i 1261 en hr. Niels, der stiftede gråbrødreklosteret i Horsens. Gården ligger i Barrit Sogn, Bjerre Herred, Hedensted Kommune. Hovedbygningen er opført i 1914-1916 ved Gotfred Tvede. Der er en ruin i parken efter den tidligere gård der blev nedrevet i 1913.
Nordfløjen af den nuværende bygning er en genopførelse af nordfløjen af det gamle Barritskov med de oprindelige bjælker og munkesten.
Barritskov Gods er på 740 hektar med Randgaard.
Barritskov huser i dag Aarstidernes pakkeri.

## Ejere af Barritskov
- (1261-1314) Niels Manderup
- (1314-1323) Mogens Jensen
- (1323-1356) Mogens Mogensen Jensen
- (1356-1385) Niels Nielsen Manderup
- (1385-1415) Niels Nielsen Manderup
- (1415-1440) Niels Nielsen Manderup
- (1440-1484) Niels Nielsen Manderup
- (1484) Anne Nielsdatter Manderup gift Holck
- (1484-1495) Christen Holck
- (1495-1502) Christen Christensen Holck
- (1502-1545) Manderup Christensen Holck
- (1545-1565) Hans Manderupsen Holck
- (1565-1575) Margrethe Rotfeld gift Holck
- (1575-1588) Manderup Hansen Holck
- (1588) Kirsten Hansdatter Holck gift Brahe
- (1588-1599) Steen Brahe
- (1599-1609) Birgitte Steensdatter Brahe gift Reedtz
- (1609-1659) Frederik Reedtz
- (1659-1669) Tønne Frederiksen Reedtz
- (1669-1700) Elisabeth Sehested gift Reedtz
- (1700-1724) Waldemar Tønnesen Reedtz
- (1724-1743) Tønne Waldemarsen Reedtz
- (1743-1774) Lucie Emmerentze Levetzow gift Reedtz
- (1774) Dorothea Tønnesdatter Reedtz gift Rosenkrantz
- (1774-1802) Frederik Christian Rosenkrantz
- (1802-1824) Niels Rosenkrantz
- (1824-1862) Henrik Jørgen Scheel
- (1862-1912) Frederik Christian Henriksen Rosenkrantz Scheel
- (1912-1913) Henrik Jørgen Frederiksen Scheel
- (1913) Adolph Brockenhuus-Schack
- (1913-1949) Knud Henrik Otto Brockenhuus-Schack
- (1949-1967) Jens Knud Bille Brockenhuus-Schack
- (1967-1969) Jens Knud Bille Brockenhuus-Schack (godset)
- (1969-1985) Mogens Harttung
- (1984-2024) Thomas Alexander North Harttung
- (2024-) Gustav Alexander Rud Harttung